# سودانيل
بلدية سودانيل (بالكاتالانية: Sudanell) هي بلدية صغيرة تقع في مقاطعة كتالونيا في إسبانيا، وتشتهر بزراعة التفاح.

## أماكن تاريخية
- كنيسة أبرشية سانت بير (القديس بطرس).

## أعلام
- أوريول لوزانو

## وصلات خارجية
- Official municipal web site (بالكتالونية)
- Information - Generalitat de Catalunya نسخة محفوظة 29 سبتمبر 2007 على موقع واي باك مشين. (بالكتالونية)
- Statistical information - Institut d'Estadística de Catalunya (بالكتالونية)